# Almeirim (freguesia)
A Freguesia de Almeirim, com sede na cidade que lhe deu o nome, é uma freguesia portuguesa do Município de Almeirim com 69,13 km² de área e 12 368 habitantes (censo de 2021), tendo, por isso, uma densidade populacional de 178,9 hab./km².

## Geografia
A Freguesia de Almeirim engloba a totalidade da área da sede do município, a cidade de Almeirim.
Almeirim tem a sua história intimamente relacionada com a história do concelho, uma vez que os grandes eventos do concelho se desenrolaram na cidade de Almeirim.
A cidade é constituída por várias valências, apresentando piscinas, biblioteca e museu, apresentando ainda várias unidades de saúde e escolas. Apresenta ainda uma grande diversidade de restaurantes, causadores principais de grande afluência turística. É a sede do comando distrital da ANPC, apresentando a sede da Força Especial de Bombeiros. Tem ainda um autocarro urbano- TUA (Transportes Urbanos de Almeirim).
Dotado de uma geologia privilegiada, Almeirim é ainda uma terra com grande concentração de ciclistas, razão que levou a autarquia a investir num conjunto de ciclovias que, quando concluídas, irão rodear a cidade assim como assegurar a sua ligação às terras vizinhas.
Conhecida pela sua gastronomia, da qual se destaca a Sopa da Pedra, o pão e o vinho (com predomínio de vinhos brancos).
Além da cidade, elevada a tal a 20 de junho de 1991, sendo anteriormente uma vila, o município é ainda constituído pela Tapada, situada na estrada nacional 118, junto ao inicio da ponte D. Luis.

## Demografia
A população registada nos censos foi:
Nota: Pelo decreto-lei nº 40.812, de 19/10/1956, foram desanexados lugares desta freguesia para constituir a de Fazendas de Almeirim.
| Distribuição da População por Grupos Etários | Distribuição da População por Grupos Etários | Distribuição da População por Grupos Etários | Distribuição da População por Grupos Etários | Distribuição da População por Grupos Etários |
| -------------------------------------------- | -------------------------------------------- | -------------------------------------------- | -------------------------------------------- | -------------------------------------------- |
| Ano                                          | 0-14 Anos                                    | 15-24 Anos                                   | 25-64 Anos                                   | > 65 Anos                                    |
| 2001                                         | 1695                                         | 1506                                         | 6209                                         | 2197                                         |
| 2011                                         | 2056                                         | 1225                                         | 6964                                         | 2567                                         |
| 2021                                         | 1765                                         | 1331                                         | 6396                                         | 2876                                         |

## Personalidades ilustres
- Barão de Almeirim